# Пнакотичні манускрипти
Пнакотичні манускрипти — вигадані манускрипти, одна зі складових Міфів Ктулху Говарда Лавкрафта і його послідовників. Являють собою збірку міфів і легенд з доісторичного часу, включають набір оповідей про зниклі континенти Атлантиду, Гіперборею, а також опис життя на планеті Юпітер.

## Вигадана історія

### Походження
Пнакотичні Рукописи з'явилися ще до появи людини. Оригінальні рукописи були виконані у формі сувою. Вони пройшли через століття, зрештою потрапивши в руки секретних культів. Велика Раса Йіт вважається автором перших п'яти глав рукописів, які окрім іншого містять детальну хроніку історії раси. Тим не менше, інші приписують написання рукопису Старцям через деякі схожості з Осколками Елдауна (англ. The Eltdown Shards).
Пнакотичні Рукописи зберігалися в бібліотеці міста Великої Раси Пнакотус (англ. Pnakotus) (звідси й назва) на території нинішньої Австралії. Вони охоплюють широке коло питань, у тому числі опис істот Чаугнара Фаугна і Ібб-Цтлл, місце розташування Ксайархна (англ. Xiurhn), ритуали Ран-Теггота, та інше.

### Рукописи в людській історії
Пнакотичні рукописи спочатку перебували в руках народу Ломар (англ. Lomar), який уважно їх вивчав. Пізніше вони були передані в Гіперборею і перекладені на мову цієї землі.
Там рукописи були доповнені расою Вурма. Ще одне доповнення було зроблено в ранні часи писарем в землі Зобно. Рукописи збереглися в історичні часи, захищені потаємним культом відомим як Пнакотичне Братство, і, як вважають, була перекладені на грецьку мову у версії, відомій як Пнакотика. За різними чутками переклад на англійську мову був зроблений в XV столітті невідомим писарем. Оригінальні сувої Пнакотичних Рукописів, як вважають, втрачені (проте, копія може як і раніше існувати в храмі Старців в Ультарі).
В XX столітті їх копії зберігає Міскатонікський університет і Британський музей.

## Пнакотичні манускрипти в літературі
Книга вперше з'явилася в оповіданні Г. Ф. Лавкрафта «Поляріс» (1918). Згадана в багатьох інших оповіданнях, зокрема «На стрімчаках божевілля» (1936), «Сомнамбулічний пошук Незвіданого Кадату» (1926), «Інші Боги» (1933) і «Тінь з позачасся» (1936).